# Microtarsus
Microtarsus is een geslacht van zangvogels uit de familie buulbuuls (Pycnonotidae). Er is één soort die is afgesplitst van het geslacht Pycnonotus:
- Microtarsus melanoleucos  – Zwart-witte buulbuul